# Каліново (Островський повіт)
Каліново (пол. Kalinowo) — село в Польщі, у гміні Острув-Мазовецька Островського повіту Мазовецького воєводства.
Населення — 490 осіб (2011).
У 1975-1998 роках село належало до Остроленцького воєводства.

## Демографія
Демографічна структура станом на 31 березня 2011 року:
|          | Загалом | Допрацездатний вік | Працездатний вік | Постпрацездатний вік |
| -------- | ------- | ------------------ | ---------------- | -------------------- |
| Чоловіки | 253     | 61                 | 156              | 36                   |
| Жінки    | 237     | 48                 | 128              | 61                   |
| Разом    | 490     | 109                | 284              | 97                   |